# Arc (přítok Isère)
Arc je 128 km dlouhá řeka v departementu Savoie (departement) v jihovýchodní Francii. Je levým přítokem řeky Isère, do které ústí u města Chamousset, přibližně 15 km po proudu od Albertville. Pramení nedaleko hranice s Itálií v Grajských Alpách, severovýchodně od Bonneval-sur-Arc. Údolí řeky, zvané Maurienne, tvoří důležitou dopravní tepnu mezi Francií a Itálií.

## Města na řece Arc
- Bonneval-sur-Arc
- Bessans
- Lanslevillard
- Lanslebourg-Mont-Cenis
- Bramans
- Modane
- Saint-Michel-de-Maurienne
- Saint-Jean-de-Maurienne
- Aiguebelle